# Trifida quadripunctata
Trifida quadripunctata är en insektsart som beskrevs av Thapa och Sohi 1986. Trifida quadripunctata ingår i släktet Trifida och familjen dvärgstritar.
Artens utbredningsområde är Nepal. Inga underarter finns listade i Catalogue of Life.